# Claudia Alexander
Claudia Joan Alexander (30 de maig de 1959 – 11 de juliol de 2015) va ser una científica canadenca-estatunidenca que es va especialitzar en geofísica i ciència planetària. Va treballar al Servei Geològic dels Estats Units i al Jet Propulsion Laboratory de la NASA. Va ser l'última directora de projecte de la missió Galileo de la NASA a Júpiter i fins al moment de la seva mort va treballar com a directora de projecte i científica de la NASA a la missió Rosetta de l'Agència Espacial Europea per estudiar el Cometa Churyumov–Gerasimenko.

## Educació i primers anys
Alexander va néixer a Vancouver, Colúmbia britànica, Canadà, però va créixer a Santa Clara, Califòrnia per la seva mare, Gaynelle, una bibliotecària corporativa a Intel, i el seu pare, Harold, un treballador social. Volia ser periodista però els seus pares—que pagaven per la seva educació—van voler que estudies enginyeria. Després d'una feina d'estiu al Centre dInvestigació Ames, es va interessar en ciència planetària. Tot i que havia estat contractada per treballar a la secció d'enginyeria, es va escapolir a la secció de ciències on va trobar que no només era bona en el treball, sinó que era més fàcil i agradable per a ella del que esperada.
El 1983, Alexander va obtenir un títol de llicenciada per la Universitat de Califòrnia a Berkeley en geofísica, que creia que seria una bona formació de base per a una científica planetaria. Alexander va obtenir el Màster de la Universitat de Califòrnia a Los Angeles en geofísica i física espacial el 1985. La seva tesi de màster va utilitzar les dades de la Pioneer Venus Orbiter per estudiar les variacions del cicle solar en radiació ultraviolada extrema de la ionosfera de Venus i la seva interacció amb el vent solar. Va obtenir el seu doctorat en Ciències atmosfèriques, oceàniques i espacials, especialitzada en la física del plasma espacial, de la Universitat de Michigan el 1993.

## Carrera
Alexander va treballar al Servei Geològic dels Estats Units estudiant tectònica de plaques i al Centre d'Investigació Ames observant les llunes de Júpiter, abans de traslladar-se al Jet Propulsion Laboratory de la NASA el 1986. Va treballar com a coordinadora científica de l'instrumental d'ona de plasma a bord de la nau Galileu abans de convertir-se en lacap de projecte de la missió en la seva fase final. La missió va descobrir 21 noves llunes de Júpiter i la presència d'una atmosfera sobre Ganimedes. El descobriment de l'atmosfera, més precisament una "exosfera limitada a la superfície", va fer que els científics repensessin la suposició que Ganymede era la lluna inactiva. Va ser la directora de projecte final de la missió i va supervisar la immersió de la nau a l'atmosfera de Júpiter a la conclusió de la missió el 2003.
Alexander va treballar com a investigadora sobre diversos temes, incloent: l'evolució i la física interior dels cometes, Júpiter i les seves llunes, magnetosferes, tectònica de plaques, plasma espacial, discontinuïtat i expansió del vent solar i el planeta Venus. També va treballar amb l'equip del projecte com a coordinadora científica de la missió Cassini a Saturn.
Va ser una ferma defensora de les dones i les minories en els camps STEM i una comunicadora apassionada de la ciència. A l'abril de 2015, va presentar una xerrada de TEDx al Columbia College Chicago, titulada "The Compelling Nature of Locomotion and the Strange Case of Childhood Education", demostrant el seu enfocament per educar els nens sobre la ciència. També va animar els joves, en particular les noies joves de color, a dedicar-se a la ciència.

## Premis i honors
L'any de la seva graduació a la Universitat de Michigan, va ser nomenada "U-M Woman of the Year in Human Relations", i el 2002 va guanyar el Premi Alumni de les Ciències Atmosfèriques, Oceaniques i Espacials.
El 2003, Alexander va rebre el premi Emerald Honor for Women of Color in Research & Engineering per Career Communications Group, Inc., editor del Black Engineer & Information Technology Magazine, a la National Women of Color Research Science and Technology Conference.
La Beca Claudia Alexander va ser establerta per a estudiants de pregrau a la seva alma mater el 2007 pel seu oncle, Jiles Williams. La beca dona suport als estudiants que necessiten centres d'especialització en Ciències del Clima, l'Espai i l'Enginyeria al Col·legi d'Enginyeria de la Universitat de Michigan.
Alexandre va ser membre de la Unió Geofísica Americana, on va exercir la presidència de la subcomissió de diversitat i l'Associació de dones geocientífiques, on va ser nomenada "Dona de l'Any".
El 2015, els científics de la missió Rosetta de l'Agència Espacial Europea van honorar a la seva col·lega posant el seu nom a una característica de l'objectiu de la missió del cometa 67P / Churyumov-Gerasimenko.

## Mort
Alexander va morir de càncer de mama l'11 de juliol de 2015 a Arcadia, Califòrnia.